# AArt
AArt è un album in studio del gruppo musicale britannico Acoustic Alchemy, pubblicato nel 2001.

## Tracce
1. Wish You Were Near
2. AArt Attack
3. Flamoco Loco
4. Tuff Puzzle
5. Passion Play
6. Senjo Wine
7. Viva Ché
8. The Velvet Swing
9. Robbie's Revenge
10. Love at a Distance
11. Code Nome Pandora
12. Nathan Road
13. Cactus Blue
14. The Wind of Change